# SummerSlam (2013)
SummerSlam 2013 – це супершоу від американського промоушену WWE, яке пройшло 18 серпня 2013 року у Стейплс-центрі у Лос-Анджелесі, Каліфорнія, США. Це було двадцять шосте щорічне шоу SummerSlam, яке було п’ятим, що пройшло у Стейплс-центрі (також тут проходили SummerSlam 2009, 2010, 2011 і 2012).

## Передісторія
На арені RAW 15 липня Дольф Зігглер програв матч Альберто Дель Ріо через відволікання з боку Ей Джей Лі. Після цього вона напала на нього, а потім Дольф ще й отримав «Clotheline» і «Big Ending» від Біг І Ленгстона, який вибіг на ринг. На арені SmackDown 19 липня Дольф, після того, як переміг Джека Сваггера, сказав, що йому прикро, що він не кинув Ей Джей раніше (з якою розірвав стосунки на RAW 15 липня). Ей Джей все це чула за кулісами і тому у неї через слова Дольфа почалася істерика. На SmackDown 26 липня Зігглер вступив у конфронтацію з Ленгстоном і Ей Джей. Після цього на арені з’явилася Кейтлін, яка провела чемпіонці Дів прийом «гарпун», а Дольф у свою чергу провів Біг І «лег дроп». На RAW 29 липня Кейтлін перемогла Ей Джей, а Зігглер переміг по дискваліфікації Ленгстона (через втручання Лі). На SmackDown 2 серпня Ей Джей захистила титул чемпіонки Дів у матчі проти Кейтлін (завдяки втручанню Лейли). На арені SmackDown 9 серпня Міз (на правах ведучого супершоу SummerSlam) оголосив, що Дольф Зігглер і Кейтлін зустрінуться у змішаному командному поєдинку проти Біг І Ленгстона і Ей Джей Лі.
На арені RAW 8 липня Сім’я Уайатта напала на Кейна, через що останній змушений був пропустити шоу Money in the Bank 2013. За три тижні на RAW Уайатти знову напали на Кейна після його матчу з Деніелом Брайаном. На RAW 5 серпня, після того, як Сім’я Уайатта перемогла команду Тонни Фанку, на титантроні з’явився Кейн і оголосив, що на СаммерСлемі він зустрінеться з Бреєм Уайаттом у матчі «Інферно» (коли ринг оточений вогнем). Востаннє такий поєдинок відбувався ще у 2006 році між Кейном та МВП.
На шоу Money in the Bank 2013 Демієн Сендоу виграв контракт, який дає йому право змагатися за титул чемпіона світу у важкій вазі. Однак під час поєдинку Сендоу зрадив свого партнера по команді Коді Роудса. На RAW 15 липня Демієн змагався проти Крістіана, який наприкінці матчу реверсував «лікоть презирства» і переміг. Одразу після їх бою на Сендоу напав Роудс, через якого Демієну довелося тікати через глядачів. На арені SmackDown 19 липня Сендоу вийшов на ринг і заявив, що він не зраджував Коді, і що вони все ще найкращі друзі. Також він попросив Роудса вийти на ринг і пояснити, навіщо той напав на нього на арені RAW. Коли Роудс вийшов, то Демієн передумав і сказав, що Коді не повинен нічого пояснювати. Також він запропонував Роудсу стати охоронцем його кейсу. У відповідь Коді вдарив Сендоу кейсом у голову і прогнав його з рингу. На SmackDown 26 липня Демієн змагався проти Ренді Ортона. Під час їхнього матчу на арені з’явився Коді Роудс, який викрав кейс Сендоу. Наприкінці цього ж шоу Коді викинув кейс у Мексиканську затоку. 5 серпня на RAW, після того, як Роудс повернув кейс Демієну, було оголошено, що на СаммерСлемі Коді Роудс зустрінеться у поєдинку з Демієном Сендоу.
На арені SmackDown 19 липня Ренді Ортон після коронного прийому «RKO» переміг чемпіона світу у важкій вазі Альберто Дель Ріо у матчі без титулу на кону. Проте на RAW 29 липня Крістіан також здолав Дель Ріо у матчі без титулу на кону. 2 серпня на арені SmackDown Альберто оголосив, що його опонентом на СаммерСлемі буде Рікардо Родрігес. Однак генеральний менеджер арени SmackDown Віккі Герреро не сподобався такий вибір чемпіона, тому вона назначила тристоронній поєдинок між Ортоном, Крістіаном і РВД за претенденство №1 на титул Чемпіона світу у важкій вазі. У поєдинку переміг Крістіан. Після матчу Дель Ріо атакував канадця, провівши йому «Superkick». На арені SmackDown 9 серпня Крістіан переміг Альберто у нетитульному матчі, після чого мексиканець спробував атакувати претендента, однак отримав прийом «рубильник».
На Money in the Bank 2013 Пол Хейман зрадив СМ Панка, вдаривши останнього тричі драбиною. На арені RAW 15 липня Панк вступив у конфронтацію з Хейманом, після чого на ринг вийшов Брок Леснар. Він побив Панка, провівши йому наприкінці прийом F–5 на коментаторський стіл. 22 липня СМ Панк кинув виклик Леснару на СаммерСлем. Пол Хейман від імені свого клієнта – Брока Леснара – прийняв виклик.
15 липня 2013 року на арені RAW новий генеральний менеджер цієї арени Бред Меддокс оголосив, що він дає можливість чемпіону WWE Джону Сіні вибрати собі опонента на СаммерСлем. Наприкінці цього ж шоу, після опитування публіки, Сіна обрав собі в суперники Деніела Брайана.

## Результати
| №                                | Поєдинок                                                   | Тип поєдинку                                                |
| -------------------------------- | ---------------------------------------------------------- | ----------------------------------------------------------- |
| 1                                | Дольф Зігглер і Кейтлін проти Біг І Ленгстона і Ей Джей Лі | Змішаний командний поєдинок                                 |
| 2                                | Кейн проти Брея Ваятта                                     | Поєдинок «Інферно»                                          |
| 3                                | Коді Роудс проти Демієна Сендоу                            | Поєдинок один на один                                       |
| 4                                | Альберто Дель Ріо (c) проти Крістіана                      | Поєдинок один на один за титул Чемпіона світу у важкій вазі |
| 5                                | СМ Панк проти Брока Леснара                                | Поєдинок один на один                                       |
| 6                                | Джон Сіна (c) проти Денієла Браяна                         | Поєдинок один на один за титул чемпіона WWE                 |
| (c) – чемпіон на момент поєдинку |                                                            |                                                             |

## Зовнішні посилання
- Кард шоу на VSPLANET [Архівовано 1 вересня 2013 у Wayback Machine.]